# Polynoncus burmeisteri
Polynoncus burmeisteri is een keversoort uit de familie beenderknagers (Trogidae). De wetenschappelijke naam van de soort is voor het eerst geldig gepubliceerd in 1987 door Pittino.